# Choe Yong-sim
Choe Yong-sim (13 de outubro de 1990) é uma futebolista norte-coreana que atua como defensora.

## Carreira
Choe Yong-sim integrou o elenco da Seleção Norte-Coreana de Futebol Feminino, nas Olimpíadas de 2012. 